# Советский территориальный округ

Советский территориальный округ (показан оранжевым цветом) на карте муниципального образования город Тула.

Советский территориальный округ — составная часть единого муниципального образования город Тула.

## История
Образован в 2015 году и включает Советский район города Тулы в рамках соответствующего муниципального образования г. Тулы.

## Население
Численность населения территориального округа по оценке на 1 января 2016 года составляла 71300 жителей.

## Состав
В состав Советского территориального округа, организованного в 2015 году в рамках МО г. Тула, входит Советский район города Тулы.